# Need for Speed: Most Wanted (jogo eletrônico de 2012)
Need for Speed: Most Wanted é um jogo eletrônico de corrida desenvolvido pela Criterion Games e publicado pela Electronic Arts. Anunciado em 4 de junho de 2012, durante a conferência de imprensa na E3 da EA, Most Wanted é o décimo quarto título da série Need for Speed e foi lançado em 30 de Outubro de 2012. O jogo vai pegou o IP Most Wanted, em oposição à extensão Hot Pursuit que a Criterion tinha trabalhado em anos anteriores.

## Desenvolvimento
Em novembro de 2011, foi revelado que a Criterion Games estava desenvolvendo um outro Need for Speed. De acordo com o anúncio de emprego, o estúdio estava "à procura de talentosos artistas cinematográficos para trabalhar em número um do mundo, multi-premiada, melhor série de corridas arcade." Segundo a lista, os jogadores devem esperar "divertidos, obrigando no jogo sequências de ação cinematográfica" do piloto, bem como "sequências de ação intensas carro, saltos apavorantes, colisões loucos e perseguições de carro épico." No início do ano um outro anúncio de emprego revelou que a Criterion estava desenvolvendo um jogo com "credíveis, abrir Mundial de Pilotos de Corrida de inteligência artificial." Em 11 de Janeiro de 2012, o agênciador GAME revelou que a EA pretende lançar Medal of Honor: Warfighter e uma nova entrada no Need for Speed série mais tarde nesse ano, que foi exibido pela EA durante uma apresentação confidencial. No entanto, a direção do desenvolvedor e que a série de corrida leva em 2012 não foi revelado. Em 23 de Janeiro, o diretor de criação da Criterion, Craig Sullivan, disse no Twitter que o estúdio baseado em Guildford tem "muito para compartilhar ao longo dos próximos meses". Sullivan não forneceu mais detalhes, exceto para dizer o anúncio a próxima "vai ser grande". Em 8 de Abril, o Sul Africano agênciador online baseado na BTGames listados Dead Space 3 e Need for Speed: Most Wanted 2 para pré-encomenda.

Primeira imagem promocional do jogo divulgada na página oficial do game no Facebook

Em 7 de Maio a EA confirmou que novas entradas tanto como Dead Space e Need for Speed estaria nas prateleiras em março de 2013. A então desconhecida e ainda não anunciada Need for Speed o jogo está programado para lançamento em 2012 Q3, o que seria qualquer momento entre outubro e Natal de 2012. Em 25 de maio, uma programação cabine enviada pelo Twitch TV revelou Need for Speed: Most Wanted a E3. Enquanto anteriormente EA confirmou que um novo Need for Speed estava a caminho, esta foi a primeira vez que o título tinha sido confirmado. Em 1 de Junho, a EA confirmou oficialmente a existência do Critério desenvolvido Need for Speed: Most Wanted como parte da programação E3 da editora.

### Versão PlayStation Vita
Em 16 de Maio de 2011, foi descoberto que a Criterion Games tinha um anúncio de emprego para um engenheiro de software, que chamou de uma pessoa para otimizar e ajustar o "sistema de recursos jogo para o PS Vita." O anúncio de emprego foi aparentemente alterada, como afirmou esta pessoa vai otimizar e ajustar o "sistema de recursos do jogo para outras plataformas."

## Carros
Need for Speed: Most Wanted (2012) apresenta uma ampla seleção de veículos de vários fabricantes. Um veículo desbloqueado pode ser acessado através do menu do EasyDrive.
Cada veículo tem um conjunto específico de características, incluindo aceleração, velocidade máxima, controle, peso, offroad e tenacidade. Um veículo que tem uma classificação melhor do que o veículo atual do jogador é mostrado com uma barra verde, uma classificação pior é mostrada com uma barra vermelha e uma classificação igual é mostrada em azul.
Todas essas características se combinam para dar a cada veículo um conjunto alternativo de recursos. Essas características podem ser alteradas com a aplicação de Modificações de Desempenho, pois elas aprimoram as características de um veículo de uma maneira específica.

Alguns veículos só podem ser obtidos ao vencer e eventos das SpeedLists no multiplayer e outros só podem ser adicionados via DLC.
| - Alfa Romeo 4C Concept - Alfa Romeo Mito QV (Terminal Velocity Pack) - Ariel Atom - Aston Martin DB5 (Movie Legends Pack) - Aston Martin DBS (Movie Legends Pack) - Aston Martin Vantage (2005) V12 - Audi A1 Clubsport Quattro - Audi R8 GT Spyder - Audi RS3 (Terminal Velocity Pack) - Bac Mono - Bentley Continental Supersports Convertible ISR - BMW M3 Coupé - BMW M3 GTR (Need for Speed Heroes Pack) - Bugatti Veyron 16.4 Super Sport - Bugatti Veyron Grand Sport Vitesse (Ultimate Speed Pack) - Caterham Superlight R500 - Chevrolet Camaro ZL1 - Chevrolet Corvette ZR1 - Dodge Challenger SRT8 392 - Dodge Charger R/T (Movie Legends Pack) - Dodge Charger SRT8 (Multiplayer) - Dodge Viper SRT GTS - Ford F150 SVT Raptor - Ford Focus ST (Multiplayer) - Ford Focus RS500 - Ford GT - Ford Mustang BOSS 302 - Hennessey Venom GT Spyder (Ultimate Speed Pack) - Jaguar XK Racing - Koenigsegg Agera R - Lamborghini Aventador - Lamborghini Aventador J (Ultimate Speed Pack) - Lamborghini Countach QV5000 - Lamborghini Diablo SV (Need for Speed Heroes Pack) - Lamborghini Gallardo Spyder | - Lancia Delta HF Integrale - Land Rover Range Rover Evoque - Lexus LF-A - Marussia B2 - Maserati GranTurismo MC Stradale - Mclaren F1 LM (Ultimate Speed Pack) - Mclaren MP4-12C - Mercedes-Benz SL 65 AMG - Mercedes-Benz SLS - Mitsubishi Lancer Evolution X - Nissan 350Z (Need for Speed Heroes Pack) - Nissan GT-R Egoist - Nissan Skyline GT-R (R34) (Need for Speed Heroes Pack) - Pagani Huayra - Pagani Zonda R (Ultimate Speed Pack) - Pontiac Firebird Trans Am (Movie Legends Pack) - Porsche 911 Carrera S - Porsche 911 GT2 - Porsche 911 Turbo 3.0 (Need for Speed Heroes Pack) - Porsche 918 Spyder (Terminal Velocity Pack) - Porsche 918 Spyder Concept - Porsche Panamera Turbo S - Shelby Cobra 427 - Shelby GT500 (Movie Legends Pack) - Subaru Impreza STI CS400 - Tesla Roadster 2.5 Sport |

### Carros utilizados pelo tráfego
O jogo possui carros utilizados pelo tráfego que não podem ser utilizados pelo jogador.
- Audi A3 2.0T
- Cadillac CTS-V
- Chevrolet Cobalt LT
- Chevrolet Express
- Dodge Caliber R/T
- Dodge Caravan
- Dodge Ram 1500 Laramie
- Infiniti G35
- Nissan Frontier
- Nissan Versa

### Carros utilizados pela polícia
O jogo possui carros utilizados pela polícia que não podem ser utilizados pelo jogador.
- Chevrolet Corvette Z06
- Dodge Charger SRT8
- Ford Crown Victoria
- Ford Police Interceptor Utility (Concept)

### Carros cortados da versão final
Alguns veículos foram removidos antes do lançamento de Need for Speed: Most Wanted (2012), embora possam ser encontrados em algumas versões iniciais do jogo.
- Aston Martin DB9
- BMW M1
- BMW M3 E46

- Chevrolet Corvette Sting Ray (C2)

- Hummer H1 Alpha

- Jeep Grand Cherokee SRT8

Vários arquivos do jogo indicam que alguns veículos jogáveis foram associados, lançados ou licenciados para uso no jogo final:
- Referências para o Carbon Motors E7 Concept, Ford Shelby GT500, Hummer HX  e o Subaru Impreza WRX STi podem ser encontrados nos arquivos do jogo.

- Referências para as marcas Mazda e Toyota podem ser encontradas nos arquivos do jogo.

- Nas primeiras versões, veículos do tráfego de Need for Speed: Hot Pursuit (2010) estavam presentes e veículos fictícios de tráfego eram usados para missões especiais no jogo.